# 생극초등학교 오생분교
생극초등학교 오생분교는 대한민국 충청북도 음성군 생극면 오신로342번길 27 (생리)에 있었던 초등학교 분교이다.

## 연혁
- 1947년 6월 10일 생극국민학교 오생분교장 설립인가
- 1954년 4월 1일 오생국민학교 분리
- 1995년 2월 17일 제40회 졸업식 (남 8,여 5명  계 13명)
- 1996년 2월 17일 제41회 졸업식 (남 5,여 7명  계 12명)
- 1996년 3월 1일 생극초등학교 오생분교로 격하
- 1999년 3월 1일 폐교 (생극초등학교로 통합)

## 학구
- 생극면 생리, 오생리, 차곡리